# Carrie Budoff Brown
Carrie Budoff Brown es una periodista y editora de noticias estadounidense. Es la vicepresidenta de Meet the Press. Anteriormente se desempeñó como editora de Politico, editora gerenta de Politico Europe y como corresponsal de la Casa Blanca en Politico. Antes de unirse a Politico, trabajó como reportera en The Philadelphia Inquirer y The Hartford Courant.

## Biografía
Brown creció en York, Pensilvania. Mientras asistía a Central York High School, hizo una pasantía en el York Daily Record. Más tarde, asistió a la Universidad de Rutgers y se graduó en 1998. Realizó una pasantía en The New York Times durante un año y medio. Recibió el premio en memoria de Merriman Smith 2012 a la excelencia en la cobertura presidencial bajo presión.
Durante su mandato como editora en Politico, ha sido nombrada una de las «50 personas más poderosas en el Washington de Trump» por GQ y una de las «mujeres más poderosas de Washington» por Washingtonian.